# Anti Anti Generation
ANTI ANTI GENERATION (jap. アンティ アンタイ ジェネレーション Anti Antai Jenerēshon) – dziewiąty album studyjny japońskiego zespołu Radwimps, wydany w Japonii 12 grudnia 2018 roku przez EMI Music Japan. Zadebiutował na 1 pozycji w rankingu Oricon i pozostał na liście przez 41 tygodni.
Album został wydany w dwóch edycjach: regularnej i limitowanej. Sprzedał się w nakładzie 116 742 egzemplarzy i zdobył status złotej płyty. 27 marca 2019 roku album został wydany na płycie gramofonowej.
Płytę promowała trasa koncertowa „Anti Anti Generation Tour 2019”, która objęła 20 występów w 11 obiektach.

## Lista utworów
Aranżacja: RADWIMPS; Aranżacja instrumentów smyczkowych: Seigen Tokuzawa.
| CD  | CD                                                                                             | CD                            | CD      |
| Nr  | Tytuł utworu                                                                                   | Tekst                         | Długość |
| --- | ---------------------------------------------------------------------------------------------- | ----------------------------- | ------- |
| 1.  | „Anti Anti overture”                                                                           | Akira Kuwahara, Yūsuke Takeda | 1:20    |
| 2.  | „tazuna”                                                                                       | Yōjirō Noda                   | 3:23    |
| 3.  | „NEVER EVER ENDER”                                                                             | Yōjirō Noda                   | 5:31    |
| 4.  | „IKIJIBIKI feat.Taka”                                                                          | Yōjirō Noda                   | 3:49    |
| 5.  | „Catharsist” (jap. カタルシスト)                                                               | Yōjirō Noda                   | 4:02    |
| 6.  | „Sen’nō” (jap. 洗脳) (Anti Anti Mix))                                                          | Yōjirō Noda                   | 5:30    |
| 7.  | „Sokkenai” (jap. そっけない)                                                                   | Yōjirō Noda                   | 6:29    |
| 8.  | „Shukudai happyō -skit-” (jap. <宿題発表-skit->)                                               |                               | 1:10    |
| 9.  | „PAPARAZZI~*Kono monogatari wa Fiction desu~” (jap. PAPARAZZI～＊この物語はフィクションです～) | Yōjirō Noda                   | 5:26    |
| 10. | „HOCUSPOCUS”                                                                                   | Yōjirō Noda                   | 4:10    |
| 11. | „Banzai senshō” (jap. 万歳千唱)                                                                | Yōjirō Noda                   | 4:22    |
| 12. | „I I U”                                                                                        | Yōjirō Noda                   | 3:02    |
| 13. | „Naki dashi-sōda yo” (jap. 泣き出しそうだよ) (feat. Aimyon)                                    | Yōjirō Noda                   | 4:39    |
| 14. | „TIE TONGUE feat. Miyachi, Tabu Zombie”                                                        | Yōjirō Noda, Miyachi (rap)    | 4:21    |
| 15. | „Mountain Top”                                                                                 | Yōjirō Noda                   | 3:18    |
| 16. | „Saihate ai ni” (jap. サイハテアイニ)                                                          | Yōjirō Noda                   | 3:41    |
| 17. | „Seikai” (jap. 正解) (18FES ver.))                                                             | Yōjirō Noda                   | 5:57    |

## Notowania
| Lista                            | Pozycja |
| -------------------------------- | ------- |
| Oricon Weekly Album Chart        | 1       |
| Oricon Yearly Album Chart (2019) | 36      |
| Billboard Japan Top Albums Sales | 1       |
| Billboard Japan Hot Albums       | 1       |